# Antoni Maria Aragó i Cabañas
Antoni Maria Aragó i Cabañas (Lloret de Mar, la Selva, 1918 – Barcelona, Barcelonès, 19 de febrer de 1981) va ser un historiador, arxiver, poeta, traductor i professor català.

## Trajectòria
Cursà Filosofia i Lletres a la Universitat de Barcelona i fou professor ajudant d'Història a la mateixa universitat. L'any 1944 aprovà les oposicions al Cos Facultatiu d'Arxivers, Bibliotecaris i Arqueòlegs, fou destinat com a arxiver a l'Arxiu Històric de Lleida i a l'Arxiu de la Delegació d'Hisenda de la mateixa ciutat. Posteriorment, el 1947 s'incorporà a l'Arxiu de la Corona d'Aragó (ACA), del qual fou cap de secció, secretari i més tard sotsdirector el 1964. Es convertí en especialista dels protocols notarials de l'ACA. Publicà un gran nombre d'estudis especialitzats sobre aspectes diversos de la història de la Corona d'Aragó, a més d'algun assaig divulgatiu. La seva aportació com a traductor es limita al volum Versions de Heine, aparegut el 1943 i recuperat pòstumament el 1991 a Nocturn: obra poètica, 1934-1981, juntament amb una vintena de poemes originals, el qual conté una selecció de poemes procedents de diversos llibres de l'autor alemany. Fou professor d'arxivística a l'Escola de Bibliotecàries i membre del Consell Internacional d'Arxius i del Comitè Internacional de Terminologia Arxivística. El 1967 se li concedí la Medalla commemorativa del Mil·lenari de Lloret de Mar.

## Publicacions[5]
- "Unidad documental y archivística: consecuencias metodológicas", amb María Josefa Lozano Rincón. Boletín de la ANABAD, núm. 55, 3, pàg. 3-16 (1969)
- "Los tenientiae castrorum del Reino de Valencia, en la época de Jaime II". A: Primer Congreso de Historia del País Valenciano: celebrado en Valencia del 14 al 18 de abril de 1971, Vol. 2, pàg. 567-577 (1980)
- "Venta de esclavos procedentes de una galeota sarracena (1422-1423)". A: Homenaje a Guillermo Guastavino: miscelánea de estudios en el año de su jubilación como Director de la Biblioteca Nacional, pàg. 405-416 (1974)
- "Funciones del Archivero Real en el siglo XIV". A: Homenaje a Federico Navarro: miscelánea de estudios dedicados a su memoria, pàg. 39-52 (1973)
- "La escribanía de Juan I". A: La corona de Aragon en el siglo XIV, Vol. 2, pàg. 269-294 (1970)
- Nocturn: (obra poética 1934-1981). Barcelona: Columna (1991)
- "150 Figuras estelares de la Historia", amb Juan Reglà i Campistol. Editorial de Gassó Hnos, 1958.